# Myioparus
Myioparus es un género de aves paseriformes perteneciente a la familia Muscicapidae.
Sus miembros son papamoscas que viven en África.

## Especies
Contiene las siguientes especies:
- Myioparus griseigularis (Jackson, 1906) - papamoscas gorgigrís;
- Myioparus plumbeus (Hartlaub, 1858) - papamoscas carbonero.